# AlphaTauri AT03
AlphaTauri AT03 – samochód Formuły 1, skonstruowany przez AlphaTauri na sezon 2022. Jego kierowcami zostali Pierre Gasly i Yuki Tsunoda.

## Charakterystyka
Samochód został skonstruowany wokół nowych przepisów technicznych Formuły 1, obowiązujących od 2022 roku, obejmujących między innymi wprowadzenie efektu przyziemnego, osiemnastocalowych kół oraz znacznych zmian w elementach aerodynamicznych.
Pojazd został zaprezentowany 14 lutego 2022 roku, a jego pierwszy przejazd odbył się na torze Misano 22 lutego. Projekt i konstrukcja samochodu zajęły 135 000 roboczogodzin, a sam pojazd jest zbudowany z 70 000 części. AlphaTauri zdecydowała się na zastosowanie podwyższonych wlotów powietrza oraz przedniego spojlera składającego się z czterech płatów.
Wskutek wycofania się Hondy jako dostawcy jednostek napędowych po sezonie 2021, model AT03 będzie napędzany przez jednostki Red Bull Powertrains. Używana w AT03 jednostka dysponuje mocą 938 KM, z czego 775 KM przypada na silnik spalinowy. Zdaniem zespołu samochód może osiągnąć prędkość maksymalną 350 km/h.
Kierowcami AlphaTauri na sezon 2022 zostali Pierre Gasly i Yuki Tsunoda, którzy reprezentowali ten zespół w sezonie 2021.

## Wyniki
| Legenda oznaczeń w tabelach wyników Wyświetl szablon na nowej stronie | Legenda oznaczeń w tabelach wyników Wyświetl szablon na nowej stronie                                                                     |
| Oznaczenie                                                            | Wyjaśnienie |
| --------------------------------------------------------------------- | --- |
| Złoty                                                                 | Zwycięzca lub mistrzostwo |
| Srebrny                                                               | 2. miejsce lub wicemistrzostwo |
| Brązowy                                                               | 3. miejsce lub II wicemistrzostwo |
| Zielony                                                               | Ukończył, punktował (w klasyfikacji generalnej, gdy zdobył co najmniej jeden punkt na przestrzeni sezonu, poza trzema powyższymi opcjami) |
| Niebieski                                                             | Ukończył, nie punktował (w klasyfikacji generalnej, gdy nie zdobył co najmniej jednego punktu na przestrzeni sezonu)                      |
| Czerwony                                                              | Nie zakwalifikował się (NZ) |
| Czerwony                                                              | Nie prekwalifikował się (NPK) |
| Różowy                                                                | Nie ukończył (NU) |
| Różowy                                                                | Niesklasyfikowany (NS) (w klasyfikacji generalnej, gdy nie został sklasyfikowany w żadnym wyścigu sezonu)                                 |
| Czarny                                                                | Zdyskwalifikowany (DK) |
| Czarny                                                                | Wykluczony (WYK/EX) |
| Biały                                                                 | Nie wystartował (NW) |
| Biały                                                                 | Kontuzjowany (K/INJ) |
| Biały                                                                 | Wyścig odwołany (OD/C) |
| Bez koloru                                                            | Został wycofany (WYC/WD) |
| Bez koloru                                                            | Nie przybył (NP/DNA) |
| Bez koloru                                                            | Nie brał udziału w treningach (NT/DNP) |
| Bez koloru                                                            | Nie został zgłoszony (–) |
| Pogrubienie                                                           | Start z pole position |
| Kursywa                                                               | Najszybsze okrążenie wyścigu |
| †                                                                     | Nie ukończył, ale jego rezultat został zaliczony ze względu na przejechanie więcej niż 90% dystansu wyścigu.                              |
| *                                                                     | Sezon w trakcie |
| 1/2/3                                                                 | Punktowana pozycja w sprincie kwalifikacyjnym                                                                                             |
| Lista systemów punktacji Formuły 1                                    | |

| Sezon | Konstruktor     | Kierowcy     | Wyniki w poszczególnych eliminacjach | Wyniki w poszczególnych eliminacjach | Wyniki w poszczególnych eliminacjach | Wyniki w poszczególnych eliminacjach | Wyniki w poszczególnych eliminacjach | Wyniki w poszczególnych eliminacjach | Wyniki w poszczególnych eliminacjach | Wyniki w poszczególnych eliminacjach | Wyniki w poszczególnych eliminacjach | Wyniki w poszczególnych eliminacjach | Wyniki w poszczególnych eliminacjach | Wyniki w poszczególnych eliminacjach | Wyniki w poszczególnych eliminacjach | Wyniki w poszczególnych eliminacjach | Wyniki w poszczególnych eliminacjach | Wyniki w poszczególnych eliminacjach | Wyniki w poszczególnych eliminacjach | Wyniki w poszczególnych eliminacjach | Wyniki w poszczególnych eliminacjach | Wyniki w poszczególnych eliminacjach | Wyniki w poszczególnych eliminacjach | Wyniki w poszczególnych eliminacjach | Wyniki kierowców | Wyniki kierowców | Wyniki konstruktora | Wyniki konstruktora |
| 2022  |                 |              | Bahrajn                              | Arabia Saudyjska                     | Australia                            | Emilia-Romania                       | Stany Zjednoczone                    | Hiszpania                            | Monako                               | Azerbejdżan                          | Kanada                               | Wielka Brytania                      | Austria                              | Francja                              | Węgry                                | Belgia                               | Holandia                             | Włochy                               | Singapur                             | Japonia                              | Stany Zjednoczone                    | Meksyk                               |                                      |                                      | Pkt.             | Msc.             | Pkt.                | Msc.                |
| ----- | --------------- | ------------ | ------------------------------------ | ------------------------------------ | ------------------------------------ | ------------------------------------ | ------------------------------------ | ------------------------------------ | ------------------------------------ | ------------------------------------ | ------------------------------------ | ------------------------------------ | ------------------------------------ | ------------------------------------ | ------------------------------------ | ------------------------------------ | ------------------------------------ | ------------------------------------ | ------------------------------------ | ------------------------------------ | ------------------------------------ | ------------------------------------ | ------------------------------------ | ------------------------------------ | ---------------- | ---------------- | ------------------- | ------------------- |
| 2022  | AlphaTauri-RBPT | Pierre Gasly | NU                                   | 8                                    | 9                                    | 12                                   | NU                                   | 13                                   | 11                                   | 5                                    | 14                                   | NU                                   | 16                                   | 12                                   | 12                                   | 9                                    | 11                                   | 8                                    | 10                                   | 18                                   | 14                                   | 11                                   | 14                                   | 14                                   | 23               | 14               | 35                  | 9                   |
| 2022  | AlphaTauri-RBPT | Yuki Tsunoda | 8                                    | NW                                   | 15                                   | 7                                    | 12                                   | 10                                   | 17                                   | 13                                   | NU                                   | 14                                   | 17                                   | NU                                   | 19                                   | 13                                   | NU                                   | 14                                   | NU                                   | 13                                   | 10                                   | NU                                   | 17                                   | 11                                   | 12               | 17               | 35                  | 9                   |